# اچ‌ام‌اس گلوریوس
گلوریوس (به انگلیسی: HMS Glorious) یک کشتی بود که طول آن ۷۸۶ فوت ۹ اینچ (۲۳۹٫۸ متر) بود. این کشتی در سال ۱۹۱۶ ساخته شد.